# Landbouwkrediet (wielerploeg)/2010
Deze pagina toont de renners en de resultaten van de Belgische wielerploeg Landbouwkrediet (UCI-code: LAN) in 2010. De formatie kwam in dat jaar uit in de UCI Europe Tour als een professionele continentale wielerploeg.

## Renners
| Naam                           | Geboortedatum | Nationaliteit | Ploeg 2009             |
| ------------------------------ | ------------- | ------------- | ---------------------- |
| Frédéric Amorison              | 16-02-1978    | België        |                        |
| Koen Barbé                     | 20-01-1981    | België        |                        |
| Dirk Bellemakers               | 19-01-1984    | Nederland     |                        |
| Jonathan Bertrand              | 03-03-1988    | België        | Neo-prof               |
| David Boucher                  | 17-03-1980    | Frankrijk     |                        |
| Steven Caethoven               | 09-05-1981    | België        | Agritubel              |
| Davy Commeyne                  | 14-05-1980    | België        |                        |
| Bert De Waele                  | 21-07-1975    | België        |                        |
| Hans Dekkers                   | 07-08-1981    | Nederland     | Team Garmin - Chipotle |
| Sébastien Delfosse             | 29-11-1982    | België        |                        |
| Bart Dockx                     | 02-09-1981    | België        | Silence-Lotto          |
| Mathieu Drouilly               | 31-01-1986    | Frankrijk     | Mitsubishi - Jartazi   |
| Benjamin Gourgue               | 09-03-1986    | België        |                        |
| Kevin Neirynck                 | 16-11-1982    | België        |                        |
| Sven Nys                       | 17-06-1976    | België        |                        |
| Kevin Peeters                  | 05-02-1987    | België        | Neo-prof               |
| Baptiste Planckaert            | 28-09-1988    | België        |                        |
| Martial Ricci Poggi            | 25-09-1980    | Frankrijk     |                        |
| Bert Scheirlinckx              | 01-11-1974    | België        |                        |
| Tom Van den Haute              | 19-03-1987    | België        |                        |
| Geert Verheyen                 | 10-03-1973    | België        |                        |
|                                |               |               |                        |
| Grégory Barteau (stagiair)     | 14-08-1984    | Frankrijk     |                        |
| Davy De Scheemaeker (stagiair) | 26-06-1987    | België        |                        |

## Overwinningen
- Textielprijs Vichte

Winnaar: Frédéric Amorison
- Dwars door het Hageland

Winnaar: Frédéric Amorison
1992 · 1993 · 1994 · 1995 · 1996 · 1997 · 1998 · 1999 · 2000 · 2001 · 2002 · 2003 · 2004 · 2005 · 2006 · 2007 · 2008 · 2009 · 2010 · 2011 · 2012 · 2013 · 2014